# Fantasio (magazine)
Pour les articles homonymes, voir Fantasio.
Fantasio, sous-titré « Magazine gai », est un périodique satirique illustré bimensuel français publié par Félix Juven, de 1906 à 1937, puis en 1948, en lien avec le journal Le Rire.

## Histoire
Le premier numéro sort en août 1906.
Paraissant le 1er et le 15 de chaque mois, publié par le journal Le Rire, le bimensuel Fantasio accueillit des écrivains tels que Cami, Georges Courteline, Dominique Bonnaud, Tristan Bernard, Maurice Dekobra, Louis Delluc, etc., et de nombreux illustrateurs dont Albert Guillaume, Lucien Métivet, Étienne Le Rallic, Fabiano, René Giffey, Enzo Manfredini, Jacques Touchet, René Gontran Ranson, Eller (Lucien Roudier), Georges Delaw, André Foy, Paul Colin, Maurice Sauvayre, Suzanne Meunier, Daniel de Losques, Adrien Barrère, Stan Van Offel etc.
Une grande partie des articles concerne le monde du théâtre, du music-hall, les aspects fantaisistes de la scène et des lettres, mais aussi de la vie politique et publique en général.
Toutes les couvertures furent réalisées par Roubille qui imagina un personnage ventripotent, à lunettes et au crane dégarni, aux prises avec une « grisette » un peu délurée, dans le genre de Mimi Pinson. Certaines pages intérieures étaient en bi- ou trichromie, sur papier glacé, reproduisant des photographies d'actrices, d'écrivains, des photomontages, et des dessins de presse humoristiques tirés en chromolithographie puis en phototypie.
En 1911, Juven offre aux nouveaux abonnés et aux souscripteurs des volumes reprenant les anciens numéros une petite statuette en terre cuite appelée La Rieuse, signée Joé Descomps, et qui représente une femme en train de se dévêtir.
Le siège parisien du magazine était au 122 rue Réaumur, à l'adresse des éditions Félix Juven.

## Numérotation et parution
Fantasio a d'abord paru sans interruption d'août 1906 à juillet 1914, puis de mars 1915 à janvier 1937 (no 701). Il reprend en janvier 1948 pour s'arrêter définitivement en avril de la même année (no 707).